# دیگو دلاندا
دیگو دلاندا کالدرون (Diego de Landa Calderón) اسقف اسپانیایی منطقه یوکاتان در آمریکای مرکزی در قرن شانزدهم میلادی که در آثاری که از آن دوران از خود برجای گذاشته اطلاعات بسیاری زیادی از شرایط قاره آمریکا پیش از کریستف کلمب و تمدن مایا و آزتک بدست می‌دهد. دلاندا بخاطر پدیده کتاب‌سوزی مایاها که به دستور او بیش از هزار جلد از کتاب‌های مایاهای کهن سوزانده شد شهرت دارد.
دیِگو دِ لاندا کالدرون، از اعضای فرانسیسکن‌ها (۱۲ نوامبر ۱۵۲۴ – ۲۹ آوریل ۱۵۷۹) یک اسقف فرانسیسکن‌های کلیسای کاتولیک روم در یوکاتان اسپانیایی بود. او کارزار شدیدی را علیه بت‌پرستی و قربانی انسانی در فرهنگ مایا به راه انداخت. در این روند، او دست به سوزاندن دست‌نوشته‌های مایا زد که دربردارندهٔ دانش دینی و تمدن مایا و تاریخ قارهٔ آمریکا بودند. با این‌حال، تلاش‌های او در مستندسازی و پژوهش دربارهٔ مایاها نقش مهمی در درک کنونی فرهنگ آن‌ها ایفا کرده‌است، تا جایی که پژوهشگر مایاشناس ویلیام گیتس گفته‌است: «نود و نه درصد آنچه امروزه دربارهٔ مایاها می‌دانیم، یا مستقیماً از گفته‌های لاندا در صفحات پیش‌رو برگرفته شده یا با استفاده از آن‌ها به دست آمده‌است.» با این حال، او همچنین تأکید کرده‌است: «به همان اندازه نیز درست است که لاندا نود و نه برابر آنچه به ما داده، از دانش تاریخی و علمی مایا را سوزانده‌است.» افزون بر این، لاندا صدها، اگر نگوییم هزاران نفر را شکنجه و اعدام کرد.

## تبدیل آیین مایاها
لاندا که در سیفوئنتس، گوادالاخارای اسپانیا زاده شده بود، در سال ۱۵۴۱ به فرقهٔ فرانسیسکن پیوست و در سال ۱۵۴۹ به عنوان یکی از نخستین مبلغان به یوکاتان فرستاده شد. او مأموریت داشت که آیین کاتولیک روم را پس از فتح اسپانیایی یوکاتان به مردم مایا تحمیل کند. لاندا رهبری انحصار مذهبی اعطاشده از سوی حکومت اسپانیا به فرانسیسکن‌ها را در دست داشت و برای تقویت قدرت این فرقه و گرواندن بومیان تلاش زیادی کرد. او نخست به مأموریت سن‌آنتونیو در ایثامال منصوب شد، که محل اقامت اصلی او در یوکاتان نیز بود.
او نویسندهٔ کتاب Relación de las cosas de Yucatán (روایتی از اوضاع یوکاتان) است که در آن آیین مایا، زبان، فرهنگ و خط آنان را توصیف کرده‌است. این نسخه حدود ۱۵۶۶، هنگام بازگشتش به اسپانیا نوشته شد، اما نسخهٔ اصلی آن از میان رفته‌است. آنچه باقی مانده، تنها یک خلاصه از آن متن است که خود نیز چندین‌بار توسط کاتبان بازنویسی شده‌است. نسخهٔ کنونی احتمالاً در حدود سال ۱۶۶۰ تهیه شده و سپس تا قرن نوزدهم از نظر پژوهشی پنهان مانده بود تا در سال ۱۸۶۲ کشیش فرانسوی شارل اتین براسور دو بوربور آن را به‌صورت نسخه‌ای دوزبانهٔ فرانسوی-اسپانیایی منتشر کرد با عنوان: Relation des choses de Yucatán de Diego de Landa.

## تفتیش عقاید

### سرکوب آیین مایا و نابودی متون
پس از آن‌که گزارش‌هایی مبنی بر تداوم پرستش خدایان بومی در میان کاتولیک‌های مایایی به او رسید، لاندا تفتیش عقایدی را در مانی، یوکاتان به راه انداخت که با مراسمی به نام اوتو دِ فه در ۱۲ ژوئیه ۱۵۶۲ به اوج رسید. در جریان این مراسم، به گفتهٔ خودش ۲۷ کتاب و حدود ۵۰۰۰ پیکرهٔ آیینی مایاها سوزانده شد. از میان این متون، تنها سه کتاب خط هیروگلیفی مایا (کدکس‌های پیشاکلمبی) و بخشی از چهارمی باقی مانده‌اند. این متون به‌صورت جمعی با عنوان کدکس‌های مایا شناخته می‌شوند.
در جریان این تفتیش عقاید، لاندا برخی از بومیان را شکنجه داد. شمار زیادی از نجیب‌زادگان مایا بازداشت و تحت بازجویی قرار گرفتند. برخی با روش «بالاکشیدن» (Strappado) شکنجه شدند، به‌گونه‌ای که دستان قربانیان بسته و از طنابی آویزان می‌شدند و گاهی وزنه‌هایی به پاهایشان بسته یا بر پشتشان تازیانه زده می‌شد. در محاکمهٔ بعدی‌اش، لاندا مدعی شد که هیچ‌کس در این روند کشته یا مجروح نشده‌است.

### توجیه‌ها
برخی پژوهشگران معتقدند که تفتیش عقاید در مکزیک بیشتر با هدف اصلاح دینی و اعتراف‌گیری بود تا سرکوب جادو یا بدعت، ولی لاندا که احتمالاً تحت تأثیر فرانسیسکو خیمنس د سیسنروس، کاردینال سخت‌گیر اهل همان صومعهٔ تولدو بود، به‌شدت با باورهای بومی برخورد کرد. او باور داشت که یک شبکهٔ گسترده از کشیشان بومی مرتد، در حال مبارزه با کلیسای کاتولیک هستند و قصد دارند آیین بومی را بازگردانند. او ادعا می‌کرد که در این روند به شواهدی از قربانی انسانی و دیگر آیین‌های بت‌پرستانه دست یافته‌است. هرچند بعدها یکی از قربانیان ادعایی زنده پیدا شد و برخی مخالفان حق او برای برپایی تفتیش عقاید را زیر سؤال بردند، اما لاندا ادعا کرد که فرمان پاپی Exponi nobis او را مجاز کرده‌است.
زندگینامه‌نویس اصلی لاندا، لوپز د کوگولودو، نوشته‌است که او زمانی که برای نخستین بار به یوکاتان رسید، تلاش کرد تا در سراسر شبه‌جزیره پیاده سفر کند و حتی به دورافتاده‌ترین روستاها موعظه کند. در منطقهٔ کوپولس، او به جمعیتی ۳۰۰ نفره برخورد که قصد داشتند پسرکی را قربانی کنند. لاندا خشمگین شد، جمعیت را پراکنده کرد، پسرک را نجات داد، بت‌ها را شکست و به چنان حرارتی موعظه کرد که بومیان از او خواستند در میان‌شان بماند.
او برخلاف بسیاری دیگر، به مناطق ناآرام و تازه‌فتح‌شده نیز می‌رفت. این تماس نزدیک باعث شد که برخی بومیان کتاب‌هایی بر پوست گوزن را به او نشان دهند. به نظر لاندا و دیگر فرانسیسکن‌ها، همین وجود متون، نشانه‌ای از فعالیت شیطانی بود. او در کتابش نوشته‌است:
ما شمار زیادی کتاب با این نویسه‌ها یافتیم، و چون هیچ‌کدام چیزی جز خرافات و دروغ‌های شیطان در بر نداشت، همه را سوزاندیم، که موجب اندوه شدید مایاها شد و رنج فراوانی برایشان به بار آورد.
این روایت در بخش چهل‌ویکم کتاب Relación de las cosas de Yucatán آمده‌است.
ادعاهای لاندا در مورد گستردگی آیین‌های بومی در یوکاتان با شواهد بسیاری پشتیبانی می‌شود. آیین‌هایی که برای اسپانیایی‌ها نامفهوم بودند، اغلب به عنوان بت‌پرستی یا حتی پرستش شیطان تفسیر می‌شدند. لاندا نیز مانند بسیاری از فرانسیسکن‌ها باورهای هزارساله‌گرایانه داشت و معتقد بود که باید تا پیش از فرا رسیدن پایان قرن، هرچه بیشتر جان‌ها را به آیین راستین آورد. او باور داشت که حذف شرک و آیین‌های بومی بازگشت عیسی مسیح را تسریع می‌کند.
اثر لاندا یعنی Relación de las cosas de Yucatán را می‌توان یکی از کامل‌ترین منابع موجود دربارهٔ آیین مایا دانست. با وجود جنجال‌هایی دربارهٔ شیوهٔ خشونت‌آمیز او، دقت علمی یادداشت‌هایش کمتر مورد تردید قرار گرفته‌است. آلن ولز آن را «شاهکار مردم‌نگاری» نامیده، و ویلیام ج. فولان، لارین ای. فلچر و الن آر. کینتز نوشته‌اند که شرح او از ساختار اجتماعی و شهرهای مایا پیش از فتح، یک «گوهر» است. نوشته‌های او مهم‌ترین منبع معاصر تاریخ مایاهاست، و بدون آن، دانش ما دربارهٔ مردم‌شناسی مایاها بسیار اندک می‌بود. اگر لاندا آن‌همه نسخهٔ خطی مایا را که برخی گمان می‌کنند «صدها یا شاید هزاران» بوده، نمی‌سوزاند، اطلاعات ما دربارهٔ تاریخ و فرهنگ مایاها بسیار بیشتر می‌بود.

## تقدیس به عنوان اسقف
لاندا از سوی اسقف تورال به اسپانیا بازگردانده شد تا به‌دلیل برگزاری تفتیش عقاید غیرقانونی محاکمه شود. عملکرد او در برابر شورای هندها به‌شدت محکوم شد. در نتیجه، «کمیته‌ای از پزشکان» مأمور رسیدگی به اتهامات لاندا شد. در سال ۱۵۶۹، این کمیته لاندا را از اتهامات تبرئه کرد. با مرگ اسقف تورال در مکزیک در سال ۱۵۷۱، فیلیپ دوم (پادشاه اسپانیا) توانست لاندا را به‌عنوان دومین اسقف یوکاتان منصوب کند.

## لاندا و مطالعات معاصر مایاشناسی

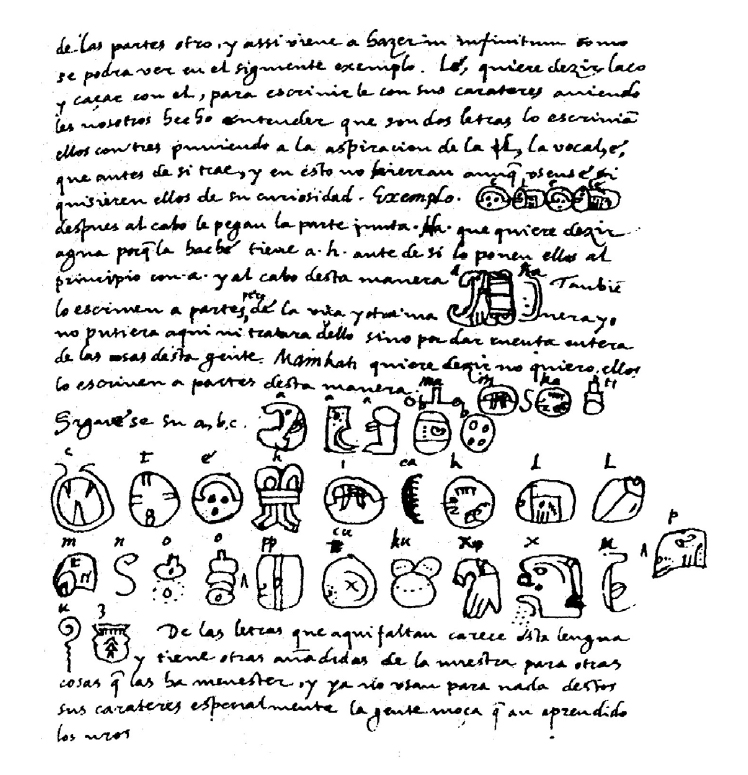
تصویری از صفحه‌ای در کتاب Relación de las Cosas de Yucatán که لاندا در آن «الفبای مایا» را توصیف کرده‌است؛ این متن بعدها نقشی کلیدی در گشودن رمز خط هیروگلیفی مایا در سدهٔ بیستم ایفا کرد.

کتاب Relación de las cosas de Yucatán نوشتهٔ لاندا، شرحی ارزشمند از سامانهٔ نوشتاری مایا نیز به‌جا گذاشت که با وجود نادقتی‌هایش، بعدها در رمزگشایی این خط نقشی کلیدی داشت. لاندا از منابع بومی خود – که دو نفر از نوادگان خاندان سلطنتی مایا بودند و سواد خواندن و نوشتن خط مایا را داشتند – خواست تا نشانه‌های نقش‌نگارهای (گلیف‌ها) معادل هر یک از حروف الفبای (اسپانیایی) را برایش بنویسند؛ با این باور که باید میان آن‌ها تطابق یک‌به‌یک وجود داشته باشد. لاندا این نتایج را در شرح خود به‌دقت بازنویسی کرد، اما خود نیز متوجه شد که این مجموعه شامل تناقض‌ها و واژه‌های تکراری است که او قادر به توضیحشان نبود. پژوهشگران بعدی نیز این «الفبای لاندا» را نادقیق یا خیالی دانستند و بسیاری از تلاش‌های پسین برای بهره‌گیری از آن بی‌نتیجه ماند.
تا میانهٔ سدهٔ بیستم کسی متوجه نشد – و بعداً تأیید شد – که این مجموعه در واقع نه یک الفبا، بلکه نوعی سیلاب‌نویسی است. این کشف در دههٔ ۱۹۵۰ توسط زبان‌شناس شوروی یوری کنوروزوف و نسل بعدی مایاشناسان تأیید و تکمیل شد.